# Château de Karlsburg
Ne doit pas être confondu avec Château de Karlsruhe.
Le château de Karlsburg est un château allemand édifié en 1563, à Durlach, aujourd'hui au centre de Karlsruhe.